# ميشال فيكن
أميشال فيكن (بالسلوفاكية: Michal Vičan)‏ (من مواليد 26 مارس 1925 في هلوهوفيتس بسلوفاكيا، وتوفي في 27 يناير 1986) هو مدرب كرة قدم سلوفاكي سابق، درب العديد من الأندية الأوربية.
كان أبرزها نادي سلوفان براتيسلافا والذي فاز معه بلقب كأس الكؤوس الأوروبية في عام 1969.

## روابط خارجية
- ميشال فيكن على موقع قاعدة بيانات كرة القدم.إي يو (الإنجليزية)
- ميشال فيكن على موقع ناشيونال فوتبول تيمز (الإنجليزية)
- ميشال فيكن على موقع عالم كرة القدم.نت (الإنجليزية)